# Космос-723
Космос-723 је један од преко 2400 совјетских вјештачких сателита лансираних у оквиру програма Космос.
Космос-723 је лансиран са космодрома Тјуратам, Бајконур, СССР, 2. априла 1975. Ракета-носач је поставила сателит у орбиту око планете Земље. 